# Smrdljika
Smrdljika (primorska smrdljika, lat. Pistacia terebinthus), biljka iz porodice Anacardiaceae (rujevke ili vonjače) raste u sloju grmlja primorske zimzelene šume do 700 metara visine, a cvjeta od travnja do srpnja. Ona je neugodnog mirisa. Njoj je srodna prava tršlja ili Pistacija (Pistacia vera), koja se uzgaja u zemljama azijskog Sredozemlja. Plodovi ove ˝pistacije˝  su jestivi ali gorkastog okusa, promjera oko 8 mm. i ne toliko kvalitetni kao kod vrste P. vera.
Biljka je pogodna kao podloga za cijepljenje pistacije.
Ova biljka bila je bila prvi poznati izvor terpentina, a u engleskom jeziku poznata je kao terpentinovo drvo (turpentine tree). Kora sadrži mnogo tanina. U pučkoj medicini koristila za liječenje nekih bolesti maternice i sifilisa. 